# جیمز بلچر
جیمز بلچر (به انگلیسی: James Belcher) همچنین با نام جم بلچر نیز شناخته می‌شود (۱۵ آوریل ۱۷۸۱–۳۰ ژوئیه ۱۸۱۱)، یک مبارز انگلیسی با مشت‌زنی بدون دستکش و قهرمان کل انگلستان بین سال‌های ۱۸۰۰–۱۸۰۵ بود. بلچر در ۳۰ ژوئیه ۱۸۱۱ در کوچ اند هورس، خیابان فریت، سوهو، بر اثر اعتیاد به الکل درگذشت. و در مریل‌بون به خاک سپرده شد.

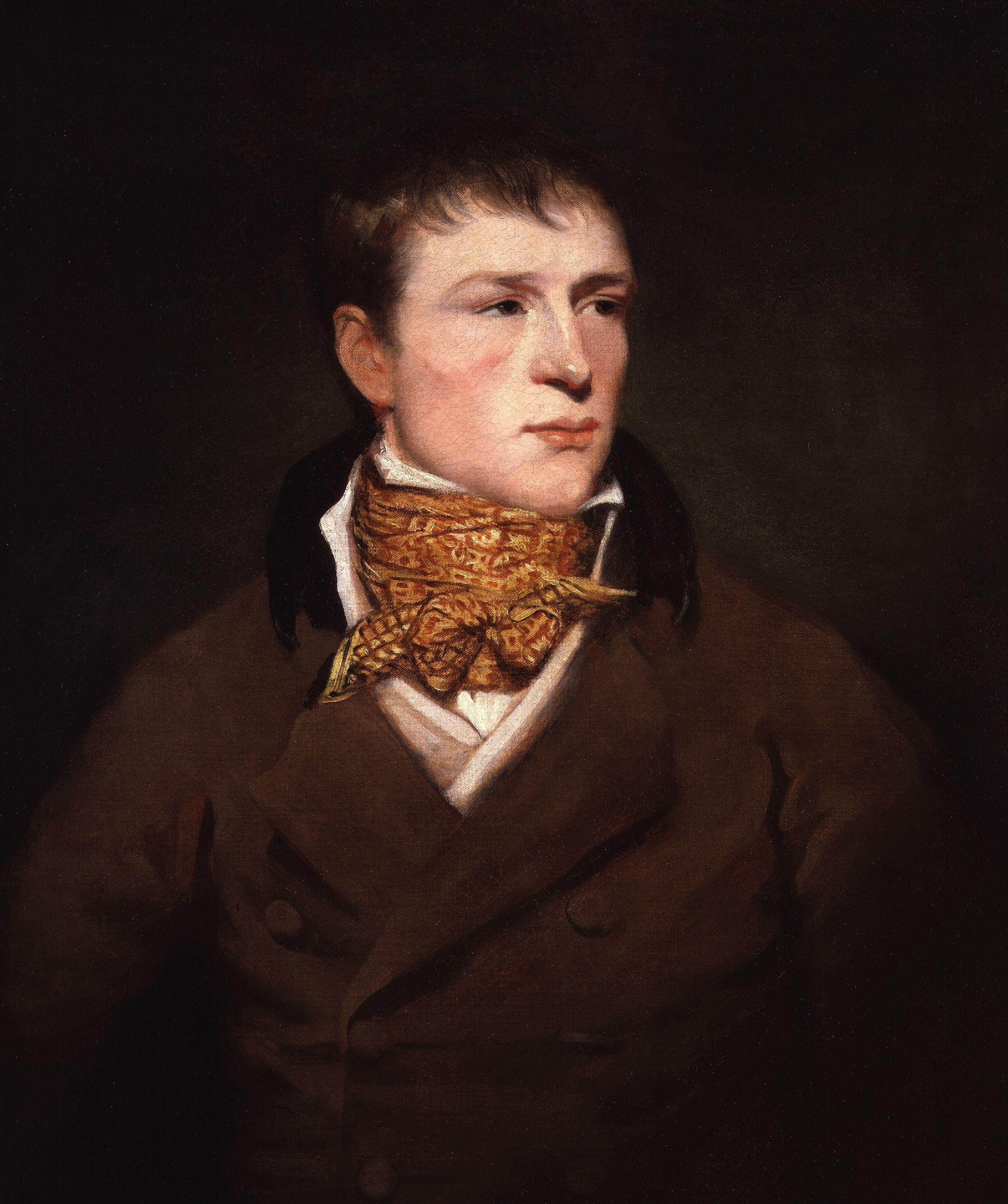
پرتره جم بلچر، در حدود ۱۸۰۰

## اقتباس سینمایی
- جایزه‌بگیر: زندگی جم بلچر (۲۰۲۲)